# Trianthema
Trianthema ist eine Pflanzengattung aus der Familie der Mittagsblumengewächse (Aizoaceae). Der botanischen Namens der Gattung leitet sich von den griechischen Worten „τρία“ (tria) für drei und „άνςέμον“ (anthemon) für Blume ab.

## Beschreibung
Die Arten der Gattung Trianthema sind einjährige bis ausdauernde Pflanzen, deren Triebe an der Basis manchmal holzig sind. Die gestielten Laubblätter sind ungleich groß. Die Epidermis ist mehr oder weniger kahl, papillös oder behaart.
Die Blüten stehen einzeln oder in mehr oder weniger kompakten Zymen. Die 5-zipfeligen Einzelblüten besitzen zwei Brakteen. Ihr Perigon ist an der Basis verwachsen. Es sind 5 bis viele Staubblätter vorhanden. Der Fruchtknoten hat nur eine Narbe.
Die Früchte platzen ringförmig auf. Sie enthalten ein bis mehrere dreieckige, nierenförmige oder gebogene schwarze Samen.

## Systematik und Verbreitung
Die Gattung Trianthema kommt in trockenen subtropischen bis tropischen Gebieten in einem breiten Gürtel von 40 Grad nördlicher bis 40 Grad südlicher Breite vor. Die Pflanzen wachsen oft an salzigen Orten.
Die wissenschaftliche Erstbeschreibung wurde 1753 von Carl von Linné in Species Plantarum veröffentlicht. Typusart ist Trianthema portulacastrum.  Nach Heidrun Hartmann (2017) umfasst die Gattung Trianthema folgende Arten:
- Untergattung Trianthema
  - Trianthema ceratosepala Volkens & Irmsch.
  - Trianthema compacta C.T.White
  - Trianthema cussackiana F.Muell.
  - Trianthema cypseleoides (Fenzl) Benth.
  - Trianthema glossostigma F.Muell.
  - Trianthema hecatandra Wingf. & M.F.Newman
  - Trianthema kimberleyi Bittrich & K.M.Jenssen
  - Trianthema littoralis Cordem.
  - Trianthema megasperma A.M.Prescott
  - Trianthema oxycalyptra F.Muell.
  - Trianthema patellitecta A.M.Prescott
  - Trianthema pilosa F.Muell.
  - Trianthema portulacastrum L.
  - Trianthema rhynchocalyptra F.Muell.
  - Trianthema turgidifolia F.Muell.
- Untergattung Papularia (Forssk.) C.Jeffrey
  - Trianthema argentina Hunz. & Cocucci
  - Trianthema clavata (J.M.Black) H.E.K.Hartmann & Liede
  - Trianthema corallicola H.E.K.Hartmann & Liede
  - Trianthema corymbosa (Sonder) H.E.K.Hartmann & Liede
  - Trianthema crystallina (Forssk.) Vahl
  - Trianthema glaucifolia F.Muell.
  - Trianthema hereroensis Schinz
  - Trianthema mozambiquensis H.E.K.Hartmann & Liede
  - Trianthema pakistanensis H.E.K.Hartmann & Liede
  - Trianthema parvifolia E.Mey. ex Sond.
  - Trianthema salsoloides Fenzl ex Oliv.
  - Trianthema sanguinea Volkens & Irmsch.
  - Trianthema sedifolia Vis.
  - Trianthema sheilae A.G.Miller & J.A.Nyberg
  - Trianthema transvaalensis Schinz
  - Trianthema triquetra Willd. ex Spreng.
  - Trianthema ufoensis H.E.K.Hartmann & Liede
  - Trianthema vleiensis H.E.K.Hartmann & Liede

Ohne Zuordnung ist Trianthema diffusa Mill.

## Nachweise

## Weiterführende Literatur
- Heidrun E. K. Hartmann, Ulrich Meve, Sigrid Liede-Schumann: Towards a revision of Trianthema, the Cinderella of Aizoaceae. In: Plant Ecology and Evolution. Band 144, Nummer 2, 2011, S. 177–213 (doi:10.5091/plecevo.2011.512).